# Catherine Elizabeth Nettleton

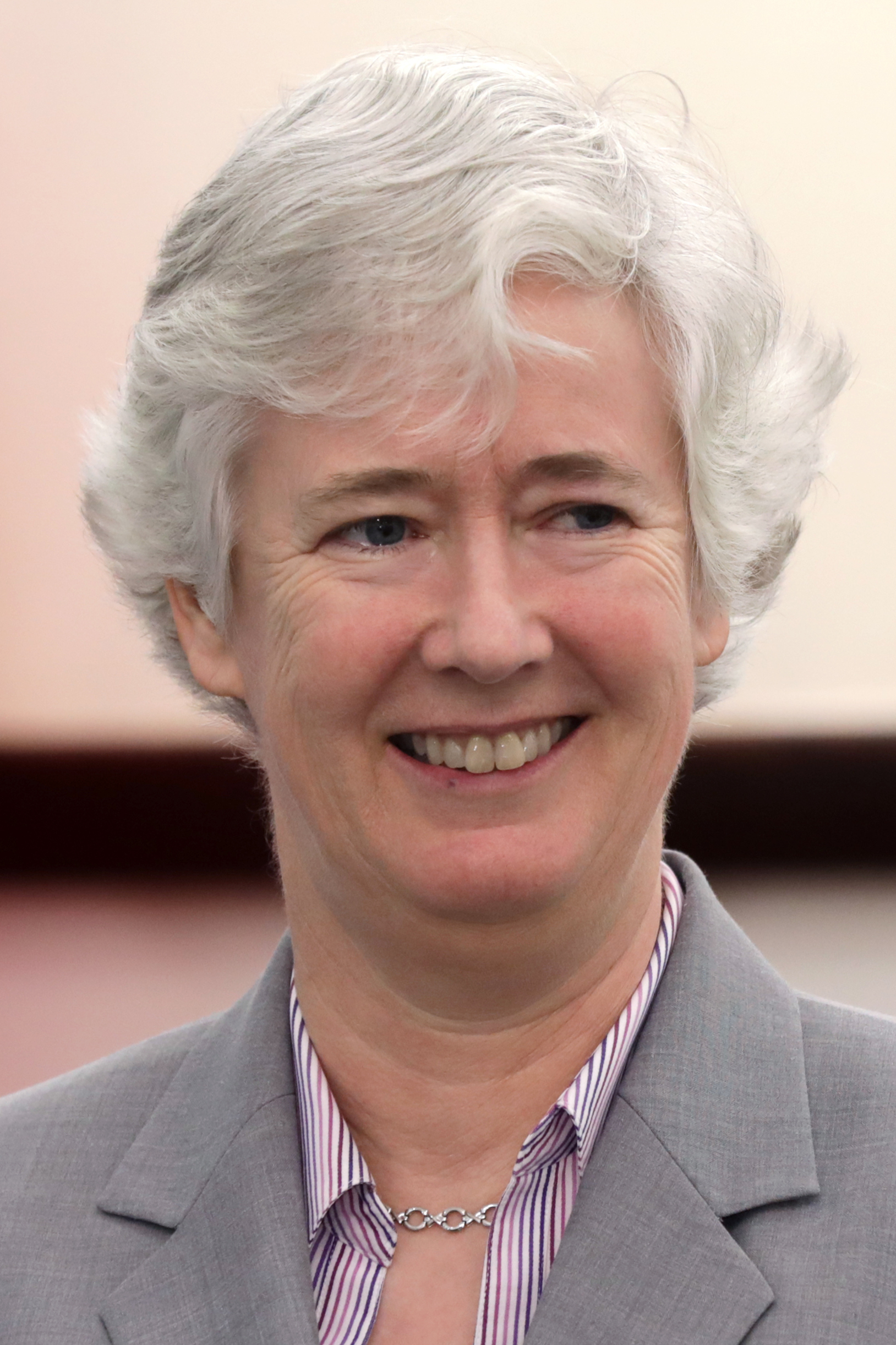
Catherine Nettleton (2020)

Catherine Elizabeth Nettleton OBE, CMG (* 13. März 1960) ist eine Botschafterin des Vereinigten Königreichs.

## Leben
Von 1983 bis 1984 war sie in der Südamerika-Abteilung des Foreign and Commonwealth Office (FCO) eingesetzt. Von 1984 bis 1986 erwarb sie sich Sprachkenntnisse des Mandarin.
Von 1987 bis 1989 war sie Stellvertreterin des Konsuls in Peking. Von 1989 bis 1991 war sie in der Abteilung Außenbeziehungen der EU im FCO.
Von 1991 bis 1995 war sie an der Botschaft in Mexiko-Stadt Erste Botschaftssekretärin. Von 1995 bis 1998 leitete sie die Abteilung Gipfeltreffen und Wirtschaftsbeziehungen im FCO. 1999 war sie Stellvertreterin der Abteilung Außenbeziehungen der EU im FCO. Von 1999 bis 2000 war sie Koordinatorin für Kriegsverbrecherverfahren in der Abteilung für die Vereinten Nationen im FCO.
Von 2000 bis 2003 war sie in Peking Botschaftsrätin.
Von Januar bis Juni 2004 wurde sie am Royal College of Defence Studies fortgebildet. Von 2004 bis 2005 leitete sie die Protokollabteilung des FCO.